# Dongdaemun (metropolitana di Seul)
Dongdaemun (동대문역 - 東大門驛, Dongdaemun-yeok) è una stazione della metropolitana di Seul servita dalle linee 1 e 3 della metropolitana di Seul. Si trova nel quartiere di Jongno-gu, nel centro della città sudcoreana nei pressi del Dongdaemun, da cui prende il nome, una delle storiche porte della città.

## Linee
Seoul Metro
● Linea 1
● Linea 4

## Struttura
La fermata della linea 1 è costituita da due marciapiedi laterali con i binari al centro, mentre quella della linea 4 è invece dotata di un marciapiede a isola con binari laterali. Sono presenti per entrambe le linee porte di banchina.
| Direzione Soyosan   | ● Linea 1 | per Cheongnyangni, Seongbuk, Uijeongbu, Dongducheon e Soyosan |
| Direzione Seul      | ● Linea 1 | per Byeongjeom, Seul, Yongsan, Guro, Incheon e Cheonan        |
| Direzione Danggogae | ● Linea 4 | per Hanseongdae, Changdong, Nowon e Danggogae                 |
| Direzione centro    | ● Linea 4 | per Seul, Sadang, Geumjeong, Jungang e Oido                   |

## Stazioni adiacenti
| «           | Servizio | »                                 |
| Linea 1     | Linea 1  | Linea 1                           |
| ----------- | -------- | --------------------------------- |
| Jongno 5-ga | -        | Dongmyo-ap                        |
| Linea 4     |          |                                   |
| Hyehwa      | -        | Dongdaemun History & Culture Park |